# Barry B. Longyear

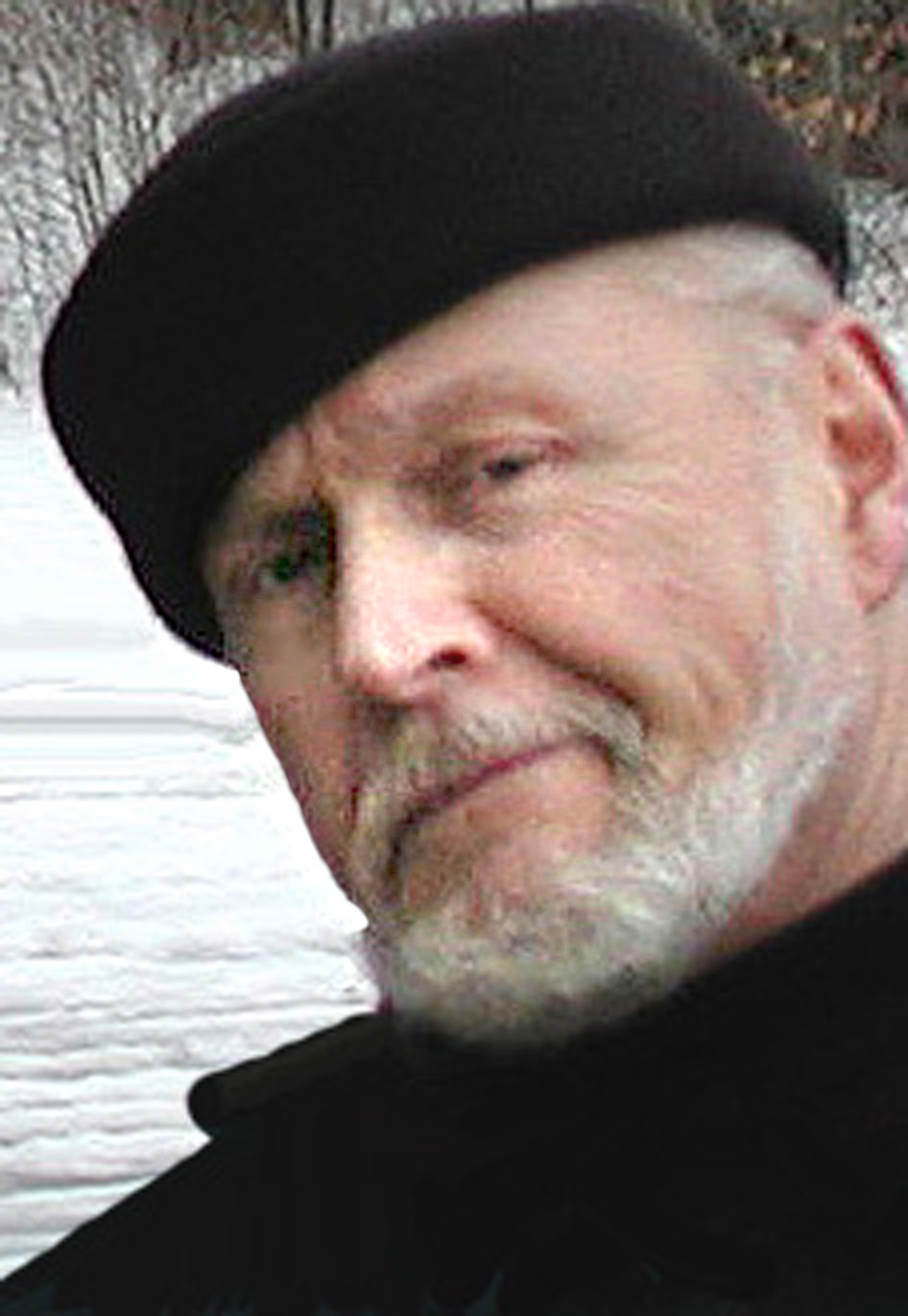
Barry B. Longyear, 2009

Barry Brookes Longyear (geboren am 12. Mai 1942 in Harrisburg, Pennsylvania; † 6. Mai 2025 in Farmington, Maine) war ein amerikanischer Science-Fiction-Autor. Bekannt ist er vor allem durch die auch als Vorlage für einen Film dienende Erzählung Enemy Mine. Er veröffentlichte auch unter den Pseudonymen Mark Ringdahl und Frederik Longbeard.

## Leben
Barry B. Longyear studierte von 1966 bis 1967 an der Wayne State University in Detroit. 1967 heiratete er Regina Bedsun. Nach seinem Studium arbeitete er bis 1968 als Produktionsleiter bei der Madison Corporation in Detroit, einem Hersteller von Mikrofilmen. Danach zog das Ehepaar nach Philadelphia, wo Longyear einen Print Shop betrieb und die Zeitschrift Sol III herausgab. 1972 kauften sie ein 120 Jahre altes Bauernhaus in Farmington, Maine, und Longyear eröffnete erneut einen Print Shop. Ende 1977 erschien seine erste Erzählung The Tryouts (deutsch Probevorstellung) in Isaac Asimov's Science Fiction Magazine, seither arbeitet Longyear als freier Schriftsteller. Außerdem schrieb Longyear zusammen mit David Gerrold das Buch zum Film.
Bekannt wurde Longyear mit der 1979 erschienenen Erzählung Enemy Mine (deutsch Du, mein Feind), die drei der wichtigsten Science-Fiction Preise gewann. Zugleich erhielt Longyear den John W. Campbell Best New Writer Award als bester neuer Autor des Jahres. Die Erzählung schildert das zwangsweise Zusammenleben zweier Soldaten verfeindeter Rassen, das schließlich zu Freundschaft und Verantwortungsbewusstsein dem anderen gegenüber führt. Die Story war die literarische Vorlage für das 1981 erschienene Hörspiel Bruder Feind (Süddeutscher Rundfunk) und den 1985 erschienenen Film von Wolfgang Petersen Enemy Mine – Geliebter Feind. Später erschienen drei weitere Erzählungen, die die Handlung fortsetzten.
1980 erlitt Longyear einen Zusammenbruch und musste sich wegen Alkohol- und Medikamentenabhängigkeit behandeln lassen. Diese Erfahrungen bilden die Basis seines 1988 erschienenen Romans Saint Mary Blue.
Longyears Romane und Erzählungen zeichnen sich durch die ihm eigene Dramaturgie, das einfühlsame Schildern seiner Protagonisten und sein humanistisches Gedankengut, gepaart mit Einfühlungsvermögen und Anteilnahme, aus.

## Auszeichnungen
- 1980: Hugo Award für Enemy Mine
- 1980: Nebula Award für Enemy Mine
- 1980: Locus Award für Enemy Mine
- 1980: John W. Campbell Award for Best New Writer in Science Fiction
- 2007: Analog Award für die Erzählung The Good Kill
- 2008: Analog Award für die Erzählung Murder in Parliament Street
- 2022: Ruhmeshalle (Prometheus Hall of Fame Award) für den Roman The War Whisperer, Book 5: The Hook

## Bibliographie
Die Serien sind nach dem Erscheinungsjahr des ersten Teils geordnet. Sind bei den Originalausgaben zwei Erscheinungsjahre angegeben, so ist das erste das des Erstdrucks und das zweite das der Erstausgabe (als Buch).

### Serien
Circus World (Kurzgeschichten und Romane)
- 1 Circus World (1981, Sammlung)
  - Deutsch: Zirkuswelt. Moewig Science Fiction #3621, 1983, ISBN 3-8118-3621-8.
- 2 City of Baraboo (1980)
  - Deutsch: Ein Zirkus für die Sterne. Moewig Science Fiction #3598, 1982, ISBN 3-8118-3598-X.
- 3 Elephant Song (1982)
  - Deutsch: Wie die Elefanten starben. Moewig Science Fiction #3691, 1985, ISBN 3-8118-3691-9.

Kurzgeschichten:
- The Tryouts (1978)
  - Deutsch: Probevorstellung. In: Zirkuswelt. 1983.
- The Magician's Apprentice (1979)
  - Deutsch: Der Lehrling des Magiers. In: Zirkuswelt. 1983.
- The Star Show (1979)
- The Second Law (1979)
  - Deutsch: Das zweite Gesetz. In: Zirkuswelt. 1983.
- Proud Rider (1979)
  - Deutsch: Der stolze Reiter. In: Zirkuswelt. 1983.
- Dueling Clowns (1979)
  - Deutsch: Duell der Clowns. In: Zirkuswelt. 1983.
- The Quest (1979)
  - Deutsch: Die Suche. In: Zirkuswelt. 1983.
- Priest of the Baraboo (1979)
  - Deutsch: Der Priester der Baraboo. In: Zirkuswelt. 1983.
- The Book of Baraboo (1980)
- Elephant Song (1982)

Quadrants Universe (Kurzgeschichten)
- The Jaren (1979, auch als Frederick Longbeard)
  - Deutsch: Der Jaren. In: Erbfeinde. 1984.
- USE Force (1980)
  - Deutsch: Die Streitkräfte der VSE. In: Erbfeinde. 1984.
- Savage Planet (1980)
  - Deutsch: Der Planet der Barbaren. In: Erbfeinde. 1984.
- The Portrait of Baron Negay (1981)
  - Deutsch: Das Bildnis des Baron Negay. In: Friedel Wahren (Hrsg.): Isaac Asimovs Science Fiction Magazin 20. Folge. Heyne SF&F #4034, 1983, ISBN 3-453-30975-8.

Dracon (Quadrants Universe)
- Enemy Mine (1979, Kurzgeschichte)
  - Deutsch: Du, mein Feind. In: Birgit Reß-Bohusch (Hrsg.): Isaac Asimovs Science Fiction Magazin 7. Folge. Heyne SF&F #3761, 1980, ISBN 3-453-30664-3.
  - Deutsch: Mein lieber Feind. In: Erbfeinde. 1984.
- The Tomorrow Testament (1983, Roman)
- Enemy Mine (1985, Romanfassung, mit David Gerrold)
- The Last Enemy (1997, Roman)
- The Enemy Papers (1998, Sammlung)
- Enemy Mine: The Author's Cut (1998, Kurzgeschichte)

Infinity Hold (Romanserie)
- 1 Infinity Hold (1989)
- 2 Kill All the Lawyers (1995, 2002)
- 3 Keep the Law (2002)
- Infinity Hold³ (2002, Sammlung 1–3)

Alien Nation (Romanserie)
- 4 The Change (1994)
- 5 Slag Like Me (1994)

Jaggers and Shad (Kurzgeschichten)
- The Good Kill (2006)
- The Hangingstone Rat (2007)
- Murder in Parliament Street (2007)
- The Purloined Labradoodle (2008)
- Jaggers & Shad: ABC Is for Artificial Beings Crimes (2011, Sammlung)
- The Colleton Ghost (2011)
- The Sheriff's Tale (2011)

### Einzelromane
- Sea of Glass (1986)
- Naked Came the Robot (1988)
- Saint Mary Blue (1988)
- The God Box (1989)
- The Homecoming (1989)

### Kurzgeschichten
- A Time for Terror (1979, als Frederick Longbeard)
- SHAWNA, Ltd. (1979, als Frederick Longbeard)
- Where Do You Get Your Ideas? (1979, als Mark Ringdalh)
- Zugg's Fall (1979, als Frederick Longbeard)
- The Initiation (1979, als Mark Ringdalh)
- Dreams (1979)
- Homecoming (1979)
  - Deutsch: Die Heimkehr. In: Birgit Reß-Bohusch (Hrsg.): Isaac Asimovs Science Fiction Magazin 12. Folge. Heyne SF&F #3853, 1981, ISBN 3-453-30782-8.
- Twist Ending (1979)
- The Con Tower Caper (1980)
- Project Fear (1980)
  - Deutsch: Projekt Angst. In: Birgit Reß-Bohusch (Hrsg.): Isaac Asimovs Science Fiction Magazin 11. Folge. Heyne SF&F #3825, 1981, ISBN 3-453-30727-5.
- Catch the Sun (1980)
  - Deutsch: Der Sonne nach. In: Birgit Reß-Bohusch (Hrsg.): Isaac Asimovs Science Fiction Magazin 14. Folge. Heyne SF&F #3894, 1982, ISBN 3-453-30817-4.
- What's Wrong with This Picture? (1980, mit John M. Ford und George H. Scithers)
- Bloodsong (1980, mit Kevin O’Donnell, Jr.)
- The House of If (1981)
- Collector's Item (1981)
  - Deutsch: Sammlerstück. In: Hans Joachim Alpers (Hrsg.): Analog 2. Moewig Science Fiction #3559, 1982, ISBN 3-8118-3559-9.
- Misencounter (1982)
- Legislative Record, February 2, 2114 (1982)
  - Deutsch: Protokoll der Gesetzgebenden Versammlung, 2. Februar 2114. In: Erbfeinde. 1984.
- Legislative Record, January 12, 2095 (1982)
  - Deutsch: Protokoll der Gesetzgebenden Versammlung, 12. Januar 2095. In: Erbfeinde. 1984.
- Legislative Record, June 6, 2071 (1982)
  - Deutsch: Protokoll der Gesetzgebenden Versammlung, 6. Juni 2071. In: Erbfeinde. 1984.
- Legislative Record, November 5, 2052 (1982)
  - Deutsch: Protokoll der Gesetzgebenden Versammlung, 5. November 2052. In: Erbfeinde. 1984.
- The Resolve (1982)
  - Deutsch: Die Entschließung. In: Erbfeinde. 1984.
- The Resolve, Amended (1982)
  - Deutsch: Die berichtigte Entschließung. In: Erbfeinde. 1984.
- Adagio (1984)
- A Case of Immunity (1985, mit S. A. Cochran, Jr. und Warren Salomon)
- The Fortune Maker (1985)
- Little Green Men (1987)
- Sea of Glass (excerpt) (1987)
- Blades of the Diram Ring (1992)
- The Green (1992)
- Chimaera (1992)
- Old Soldiers Never Die (1993)
- The Death Addict (1993)
- The Dreyfuss Affair (1993)
- Still Waters (1994)
- L.A. in L.A. (1996)
- The Dance of the Hunting Sun (1997)
- The Talman (1998)
- Then Came the Misty Man (1998)
- Preliminary Report (1999)
- The Calling of Andy Rain (2001)
- Silent Her (2001)
- Just a Touch of Chocolate (2002)
- Bifrost Crossing (2003)
- The Advocate (2008)
- Turning the Grain (2009)
- The Monopoly Man (2009)
- Alten Kameraden (2010)
- The Swap (2012)

Sammlungen
- Manifest Destiny (1980, Sammlung)
  - Deutsch: Erbfeinde. Moewig (Playboy Science Fiction #6739), 1984, ISBN 3-8118-6739-3.
- It Came from Schenectady (1984)
  - Deutsch: Sie kommen aus Schenectady. Heyne SF&F #4598, 1989, ISBN 978-3-453-03464-8.
- Dark Corners (2001)

### Sachliteratur
- Science Fiction Writer's Workshop - I: An Introduction to Fiction Mechanics (1980)
- Yesterday’s Tomorrow: Recovery Meditations For Hard Cases (1997)